# Tống Vũ công
Tống Vũ công (chữ Hán: 宋武公; trị vì: 765 TCN-748 TCN), tên thật là Tử Tư Không (子司空), là vị vua thứ 12 của nước Tống – chư hầu nhà Chu trong lịch sử Trung Quốc.
Tống Vũ công là con của Tống Đái công – vua thứ 11 nước Tống. Năm 766 TCN, Đái công mất, Tư Không lên nối ngôi, tức là Tống Vũ công.
Tống Vũ công có một người con gái, được gả cho Lỗ Huệ công. Vị phu nhân này sinh ra thế tử Hoàn, tức là Lỗ Hoàn công sau này.
Người tộc Sưu Man (một nhóm tộc Địch) đến đánh Tống. Tống Vũ công sai quan Tư đồ Hoàng Phủ ra chống cự. Quân Tống đánh bại quân Sưu Man ở Trường Địch, bắt được tướng Địch là Duyên Tư. Phía Tống, hai người con tướng Hoàng Phủ tử trận.
Năm 748 TCN, Tống Vũ công qua đời. Ông làm vua được 18 năm. Con ông là Tử Lực lên nối ngôi, tức là Tống Tuyên công.